# Forum sociale statunitense
Il Forum sociale statunitense (in inglese United States Social Forum) è un movimento politico statunitense della sinistra della alter-globalizzazione che ha organizzato una serie di incontri di attivisti per la giustizia sociale negli Stati Uniti. Questo movimento nacque sulla scia del Forum sociale mondiale, riunendo attivisti, organizzatori, persone di colore, lavoratori, poveri e nativi americani da tutti gli Stati Uniti. Il suo scopo è quello di costruire unità attorno a obiettivi comuni per la giustizia sociale, costruire legami tra le organizzazioni partecipanti all'evento e aiutare a costruire un movimento per la giustizia sociale più ampio. La pianificazione del primo evento fu guidata dall'organizzazione Project South: Institute for the Elimination of Poverty and Genocide e ha coinvolto decine di altre organizzazioni negli Stati Uniti. Il Forum si era auto-definito come "un processo di costruzione di un movimento. Non è una conferenza, ma è uno spazio per elaborare soluzioni popolari alla crisi economica ed ecologica. L'USSF è il prossimo passo più importante nella nostra lotta per costruire un potente movimento multirazziale, multisettoriale, intergenerazionale, diversificato, inclusivo e internazionalista che trasformi questo paese e cambi la storia".

## National Planning Committee
Dopo il Forum sociale mondiale del 2005 a Porto Alegre, fu creato dal Consiglio internazionale del WSF il Comitato di pianificazione nazionale del Forum sociale degli Stati Uniti, designando l'alleanza "Grassroots Global Justice" come gruppo centrale. Il gruppo include oltre 45 gruppi che supervisionano le responsabilità fiscali e politiche del Forum sociale degli Stati Uniti.
Il comitato include un certo numero di grandi organizzazioni per i diritti dei lavoratori e la giustizia sociale, come l'AFL-CIO, Amnesty International USA, AFSCME, Center for Third World Organizing, Indigenous Environmental Network, Jubilee USA, Sociologists Without Borders.